# Ordre et justice nouvelle
Pour les articles homonymes, voir Ordre et justice.
La cellule Ordre et justice nouvelle était une association de malfaiteurs d'extrême droite à l'origine d'une série d'attentats dans les années 1980 dans la région marseillaise contre des sites réputés anarchistes, en réponse à leurs différentes actions et tractations antimilitaristes organisées par leur « comité de lutte des objecteurs de conscience ». Ses membres n'ont jamais été identifiés[réf. souhaitée].

## Chronologie des faits
- Samedi 31 mars 1979. Un « comité de lutte des objecteurs de conscience » formé par une dizaine d'individus se rend sur le toit du stand de l'armée pendant la foire internationale de Marseille avec pour objectif de scander des slogans antimilitaristes et de distribuer des tracts de même nature. Des policiers reçoivent l'ordre de disperser l'attroupement et de procéder à des interpellations. Cependant, un inspecteur de police de la sûreté urbaine de Marseille, Raymond Mazel, quarante-huit ans, trouve la mort en chutant du toit en amiante-ciment, qui a cédé sous l'excès de poids[1]. Les manifestants sont poursuivis pour des infractions au code du service national relatif à l'insoumission et le parquet de Marseille ouvre une information judiciaire contre X pour blessures involontaires ayant entrainé la mort d'un agent de la force publique[2].
- Mercredi 23 avril 1980. Une explosion d'origine criminelle se produit dans un foyer dépendant du centre international de la Sainte-Beaume, sise au Plan-d'Aups. L'attentat, qui n'a fait aucun blessé, est revendiqué par une mystérieuse "cellule Ordre et Justice nouvelle - des amis de l'inspecteur Mazel", qui qualifie les locaux dans son communiqué à l'AFP comme un "relais d'accueil terroriste"[3].
- Lundi 11 août 1980. Une violente explosion d'origine criminelle se produit à l'imprimerie d'inspiration anarchiste des éditions "Encre Noire", sise rue d'Oran dans le 5e arrondissement de Marseille. Une personne est tuée et onze personnes sont blessées[4]. L'une d'elles décède huit jours plus tard ; il s'agit de Michel Chanal, cinquante-huit ans, sans domicile fixe qui dormait à proximité immédiate sur le trottoir. L'attentat est revendiqué par la "cellule Ordre et Justice nouvelle" avec le communiqué suivant fourni à l'AFP : « Cette nuit, à deux heures, la cellule Ordre et Justice nouvelle, les amis de l'inspecteur Jacques Mazel (en fait, Raymond) ont pratiqué le nettoyage de l'imprimerie Encre noire en continuation de l'œuvre de propreté entreprise au Plan-d'Aups. D'autres opérations suivront. »[3]
- Moins d'une quinzaine de jours plus tard, dans le 15e arrondissements de Marseille, le restaurant "La Gargamelle" géré comme l'imprimerie par une coopérative ouvrière reçoit des menaces signées de la "cellule Ordre et Justice Nouvelle", accompagnées de tracts de la Fédération d'action nationale et européenne, groupuscule d'extrême droite[5]. Menaces restées sans suite[réf. souhaitée]

## Suites judiciaires
La sûreté urbaine et les renseignements généraux de Marseille ont procédé au lendemain de l'attentat de l'imprimerie à une dizaine d'interpellations et de perquisitions menées dans le milieu néo-nazi. Fautes d'éléments, les individus étaient relaxés et la cellule n'a jamais fait l'objet d’identifications formelles[réf. souhaitée]. Toutefois, l'année suivante, le service régional de la police judiciaire de Marseille, enquêtant sur la tuerie d'Auriol, mettait en évidence la participation de certains membres du service d'action civique aux attentats. L'attentat contre "Encre noire" était l'un des dossiers sensibles instruit par le juge Pierre Michel, jusqu'à son assassinat en octobre 1981.